# Хішам
Хішам (англ. Khasham, араб. اخشام) — поселення в Сирії, що складає численну сирійську арабську общину в нохії Хішам, яка входить до складу  мінтаки Дайр-ез-Заур у східній сирійській мухафазі Дайр-ез-Заур. Поселення складається із промислової частини, жилих кварталів та фермерських поселень, розташованих уздовж долини річки Євфрат, і є адміністративним центром однойменної нохії.